# Sol'cy
Sol'cy (anche Solcy) è una città della Russia europea nordoccidentale (oblast' di Novgorod), situata sulla sponda sinistra del fiume Šelon', 78 km a sudovest del capoluogo Velikij Novgorod; dipende amministrativamente dal distretto omonimo, del quale è capoluogo.

## Società

### Evoluzione demografica
Fonte: mojgorod.ru
- 1897: 5.500
- 1926: 4.300
- 1959: 9.100
- 1979: 11.700
- 1989: 11.800
- 2007: 10.700